# Alfonso Castaldi
Alfonso Castaldi (Maddaloni, 23 aprile 1874 – Bucarest, 6 agosto 1942) è stato un compositore e direttore d'orchestra rumeno.

## Biografia
Ebbe natali italiani, presso Caserta, fu allievo di P. Serrao al Conservatorio di Napoli, di Francesco Cilea e Umberto Giordano al Conservatorio di Milano; si trasferì diciottenne, senza far più ritorno in Italia, a Bucarest, ove fu direttore d'orchestra e dal 1905 al 1940 insegnante di composizione, armonia e contrappunto al Conservatorio della città; fu anche insegnante di chitarra e violino a Galați; cofondatore della Societatea compozitorilor români nel 1920, istituì inoltre la società musicale Tinerimea simfonică (Gioventù sinfonica).

## Composizioni

### Opere teatrali
- Floriana, libretto di V. d'Ambra
- Glauco, libretto di E. L. Marselli
- Meșterul Manole (Mastro manole), libretto di Oreste
- Aben-Hamet, libretto proprio
- Gheorghità făt-Frumos (Gheorghità Principe azzurro), per bambini, libretto di G. Diamandy
- Făt-Frumos (Il principe azzurro), favola, libretto di G. Diamandy

### Operette
- Panglicării (Truffe), libretto di I. Mosoiu (1903)
- Lupii în vatră (Lupi nel focolare), in collaborazione con G. A. Dinicu (1916)

### Musica orchestrale
- Intermezzo per archi (1894)
- 2 ouverture (1902 e 1903)
- Pavana (1902)
- Marcia sinfonica (1902)
- Le hêtre rouge
- Il giorno, poema delle ore, trittico sinfonico (1904)
- Thalassa (Il Mare), poema sinfonico (1906)
- Marsyas, poema sinfonico (1907)
- Tarantella per archi (1908)
- Impressioni romene, suite sinfonica (1910)
- 2 sinfonie (in mi minore, 1916 o 1920; L'eroe senza gloria, in la minore, 1925)
- Suite per archi
- Note partenopee, 3 notturni
- Impresiuni simfonice
- Chant d'amour per violino e orchestra

### Musica vocale con orchestra
- Liturgie, per soli, coro e orchestra (1888)
- Imn religios, per coro e orchestra (1907)
- Gloria, per SATB, coro, 6 trombe, 4 corni e 3 tromboni
- La chanson d'Eve per voce sola e orchestra

### Musica da camera
- 3 quartetti
- Trio con pianoforte
- Il canto di Consalvo, per violoncello e pianoforte (1904)
- Elegie, per violoncello e pianoforte
- pezzi per arpa, per mandolino, per pianoforte
- cori e liriche [1]